# 天王寺村
天王寺村（てんのうじむら）は、かつて大阪府東成郡にあった村。現在の大阪市天王寺区南東半、阿倍野区北西半、生野区西部（桃谷の一部）、浪速区東部（日東地区）、西成区東部（山王・天下茶屋）にあたる。

## 概要
江戸時代に四天王寺の門前町および四天王寺七宮を鎮守とする北・上之宮・小儀・久保・土塔・河堀・堀越の7集落をあわせて天王寺村が発足。村内は幕府領と四天王寺領に分かれていた。南方の阿倍王子神社周辺に位置する阿部野の集落は大坂の陣の影響で一旦無人化してしまったが、元和偃武後に住民が徐々に帰村し、1618年に天王寺村の新家とされ、1663年には阿部野村として分離された。一方、天明・寛政年間には西成郡勝間村から勝間新家（通称：天下茶屋）が天王寺村へ編入され、幕末期には1万人近い人口を擁する大村となっていた。
1889年の町村制施行では、東成郡阿部野村を編入して天王寺・阿部野の2大字を編成した。1897年4月1日、大阪市の第一次市域拡張がおこなわれ、天王寺村は大阪鉄道（現在の関西本線・大阪環状線）の線路より北側の地域が大阪市に分割編入された。この時大阪市に編入された地域は南区に属し、のちに天王寺区（一部は浪速区）となった。また第一次市域拡張の際、大阪鉄道の線路より東側に飛び地状の地域ができたため、その地域は東成郡鶴橋村に編入されている。
第一次市域拡張の際に大阪市へ編入された地域では、1900年に以下の41町が起立した。
- 天王寺東上町
- 天王寺堂ケ芝町
- 天王寺松ケ鼻町
- 天王寺細工谷町
- 天王寺筆ケ崎町
- 天王寺石ケ辻町
- 上本町7丁目
- 天王寺上之宮町
- 天王寺北山町
- 天王寺小宮町
- 天王寺真法院町
- 天王寺烏ケ辻町
- 天王寺元町
- 天王寺勝山通1 - 3丁目
- 天王寺寺田町
- 天王寺大道1 - 4丁目
- 天王寺北河堀町
- 天王寺南河堀町
- 天王寺悲田院町
- 天王寺阿倍野筋1 - 2丁目
- 天王寺椎寺町
- 天王寺六万体町
- 天王寺生玉前町
- 天王寺生玉寺町
- 天王寺夕陽丘町
- 天王寺伶人町
- 下寺町2 - 4丁目（もと西高津村の下寺町1丁目は東区に所属）
- 逢阪上之町
- 天王寺茶臼山町
- 天王寺玉水町（現在は茶臼山町の一部）
- 逢阪下之町（現在は茶臼山町・浪速区下寺・日本橋東の各一部）
- 日本橋筋東1 - 2丁目

大阪鉄道の線路より南側の地域は、東成郡天王寺村として引き続き存続した。村役場は天王寺村大字阿部野字南坂田（現在の大阪市阿倍野区晴明通、大阪市立晴明丘小学校敷地）におかれた。1897年の村分割で本集落が大阪市へ編入されたため、人口は一時激減したが、その後宅地化が進んで急増し、1920年代には人口5万人を超える巨大な村となった。
1925年、大阪市の第二次市域拡張がおこなわれた。その際に天王寺村は、全域が大阪市に編入されて廃止された。1925年に編入された旧天王寺村の地域は住吉区に属し、のちに阿倍野区（一部は西成区）に分割された。
- 1889年4月1日 - 町村制の施行に伴い、東成郡天王寺村と阿部野村が合併して天王寺村（町村制）が発足。大字天王寺に村役場を設置。
- 1897年4月1日 - 天王寺村の一部が大阪市および鶴橋村に編入される。大字阿部野に村役場を移転。
- 1925年4月1日 - 残りの天王寺村が大阪市に編入される。

## 村政

### 庄屋
天保年代以後の庄屋は「大浦五兵衛、青木孫二郎、青木九兵衛、柴谷利助、井川惣左衛門、松本藤兵衛、関根龍蔵、田中九左衛門、青山太平、村上幸助」。

### 戸長
戸長は次の通り。
- 秋田幸明[1]
- 橘富三郎[1]
- 橘左兵衛[1]
- 青山太平[1]
- 村上幸助[1]
- 田中九左衛門[1]
- 井上治郎右衛門[1]
- 笹本五郎石郎[1]
- 栗谷六兵衛[1]
- 浦野藤兵衛門[1]
- 篠川利祐[1] - 1884年7月退[1]。
- 橋本善右衛門[1] - 1886年11月就任、1889年3月退任[1]。
- 和田伊助[1]
- 見野八三郎[1]
- 西浦又兵衛[1]
- 赤田瑳一[1]

### 村長
村長は次の通り。
- 橋本善右衛門[1] - 1889年6月13日就職、退職年月日不明[1]。
- 高見忠治郎[1] - 1892年6月8日就職、退職年月日不明[1]。
- 赤田瑳一[1] - 1893年12月5日就職、退職年月日不明[1]。
- 芽木小兵衛[1] - 1897年7月31日就職、1899年11月20日退職[1]。
- 後藤満壽長[1] - 1900年4月9日就職、1904年4月8日退職[1]。
- 道野源七[1] - 1904年4月18日就職、1912年4月17日退職[1]。
- 増田忠三郎[1] - 1912年4月就職、1915年5月15日退職[1]。
- 柴谷伊之助[1] - 1915年7月23日就職、1920年11月16日退職[1]。
- 泉岡宗助[1] - 1920年12月24日就職[1]。

## 経済

### 産業
農業
『大日本篤農家名鑑』によれば、天王寺村の篤農家は貴田、杉田、田中、井上、柴谷、宗像、清水、道野、増田姓の人物がいた。
企業
- 柴谷土地建物[3][4] - 設立は1917年8月[3][4]。目的は土地建物所有賃貸[4]。社長は柴谷利一。
- 阪南土地建物[3] - 設立は1916年8月[3]。
- 東洋硝子貿易[3] - 設立は1919年6月[3]。

## 交通
村の西端を紀州街道が通っていた。紀州街道は今宮町を経て天王寺村の西端を南下し、玉出町へと至っていた。また四天王寺前から庚申街道が通り、村を南下し、途中で南東に向きを変えて田辺町・平野郷町方面へと向かっていた。
鉄道の便としては南海鉄道上町線、南海鉄道平野線が村内を通った。また村の西端を南海鉄道阪堺線が通り、南海天王寺支線も村の北西端を、村の東部を大阪鉄道（現在の近鉄南大阪線）が走っていた。関西鉄道（現在の関西本線、大阪環状線）は村内を通っていたが、1897年の村分割以降は村の北端を走る形になり、村と大阪市との境界となった。

## 教育

### 中等・高等教育
天王寺村には中等・高等教育機関も多く設置されていた。
大阪高等学校は1921年、天王寺村大字天王寺字播磨塚および住吉村にまたがる地（現在の阿倍野区王子町4丁目）に設置された。自由メソジスト神学校（大阪キリスト教短期大学の前身）は南区下寺町で創立したが、1923年に天王寺村大字天王寺1260番地（現在の阿倍野区丸山通）に移転している。
大阪府立天王寺中学校（現在の大阪府立天王寺高等学校）、大阪府立阿部野高等女学校（現在の大阪府立阿倍野高等学校）、大阪市立工芸学校（のち大阪市立工芸高等学校を経て大阪府立工芸高等学校）、明浄高等女学校（現在の明浄学院高等学校）なども村内に設置された。
大阪道修薬学校（大阪薬科大学の前身）は、1920年から1924年にかけて天王寺村大字阿部野147番地に設置されていた。また私立天王寺高等女学校（現在の四天王寺中学校・高等学校）が天王寺村大字天王寺1740番地に設置されていたことがある。大阪道修薬学校・天王寺高等女学校はいずれも、のちに村外に移転している。

### 初等教育
初等教育機関については、学制発布により、明治時代初期には村内に天王寺・天下茶屋・阿部野の小学校が成立した。3校は一時合併し、天下茶屋・阿部野の各校は天王寺尋常小学校の分校となったこともあるが、すぐに再独立している。天王寺尋常小学校は1897年の村分割の際に大阪市に移管され、その後現在の大阪市立天王寺小学校・大阪市立大江小学校の2校に分離している。
村分割後の天王寺村には天下茶屋・阿部野の2小学校が残る形となり、天下茶屋尋常小学校は大字天王寺を、阿部野尋常小学校は大字阿部野をそれぞれ校区とした。天下茶屋・阿部野の両小学校は1901年2月1日に合併し、村役場に隣接する地に天王寺尋常小学校（現在の大阪市立晴明丘小学校）を設置した。
その後人口の増加に伴い、天王寺第二尋常小学校（大阪市立常盤小学校、1912年4月1日創立）、天王寺第三尋常小学校（大阪市立丸山小学校、1919年9月5日創立）、天王寺第四尋常小学校（大阪市立天下茶屋小学校、1921年1月8日創立）、天王寺第五尋常小学校（大阪市立金塚小学校、1923年9月19日創立）、天王寺第六尋常小学校（大阪市立阿倍野小学校、1923年7月23日創立）の各学校が、相次いで開校した。
各校の所在地は以下の通りとなる。
- 天王寺尋常小学校 - 大字阿部野字南坂田（現・阿倍野区晴明通）
- 天王寺第二尋常小学校 - 大字天王寺字瓦釜（現・阿倍野区松崎町3丁目）
- 天王寺第三尋常小学校 - 大字天王寺字茶屋前（現・阿倍野区丸山通1丁目）
- 天王寺第四尋常小学校 - 大字天王寺字生田（現・西成区聖天下1丁目）
- 天王寺第五尋常小学校 - 大字天王寺字金塚（現・阿倍野区旭町3丁目）
- 天王寺第六尋常小学校 - 大字天王寺字新池（現・阿倍野区阪南町2丁目）

また開校は大阪市編入直後の1925年9月になるが、当時の天王寺村が設置を準備・具体化させた小学校として、大字天王寺字高松（大阪市編入後は大阪市住吉区天王寺町）に設置された大阪市高松尋常小学校（現在の大阪市立高松小学校）がある。

## 出身・ゆかりのある人物
- 赤田瑳一（衆議院議員）
- 田中絹代（女優）
- 見野文次郎（金融業、家主、大阪府多額納税者、大阪市会議員） - 天王寺村の収入役や村会議員をつとめた[5]。
- 三宅熊五郎（いろは精肉商[6]、製々舎窯業土地、南海土地建物各取締役[7]）